# Ascocoryne sarcoïde
Ascocoryne sarcoides
Espèce
Synonymes
- Bulgaria sarcoides (Jacq.) Dicks.[1]
- Bulgaria sarcoides Fr.[1]
- Coryne sarcoides (Jacquin : Fries) Tulasne.[1]
- Helvella sarcoides (J.G. Kühn) G. Winter[1]
- Lichen sarcoides Jacq.[1]
- Ombrophila sarcoides (Jacq.) W. Phillips[1]
- Peziza sarcoides Pers.[1]
- Pirobasidium sarcoides (Jacq.) V. Höhnel.[1]
- Tremella amethystea Bull.[1]
- Tremella sarcoides (Dicks.) Fr.[1]

L'Ascocoryne sarcoïde (Ascocoryne sarcoides) est une espèce de champignons ascomycètes de la famille des Helotiaceae.

## Caractéristiques
C'est un champignon saprophyte lignicole existant sous les formes sexuée et asexuée.

## Description
Le corps fructifère de l’Ascocoryne sarcoïde est de couleur rouge violet (0,1 à 1,5 cm), il se développe à l’état jeune, en une sorte de petit tubercule irrégulièrement lobé regroupant plusieurs individus et ayant l’apparence d’une petite cervelle, sessile ou sur un court pédoncule. Ensuite il grandit (1,5 à 3 cm) et prend la forme d’un petit cône inversé qui s’aplanit et se transforme en coupelle irrégulière et lobée à la marge. Sa chair est gélatineuse et n’a pas d’odeur particulière. Il pousse principalement sur les souches et branches pourrissantes de feuillus (particulièrement des hêtres), de l’automne jusqu’au milieu de l’hiver.

## Utilisation
Ce champignon n’est pas comestible.